# Ivy Mike
Ivy Mike ist die Kurzbezeichnung für den US-amerikanischen Kernwaffentest mit dem Codenamen Mike, der am 1. November 1952 im Rahmen der Operation Ivy durchgeführt wurde. Diese erste große Wasserstoffbombe setzte eine Energie („Sprengkraft“) von 10,4 Megatonnen TNT-Äquivalent frei, ein Wert, der in allen späteren oberirdischen Tests der USA nur dreimal überschritten worden ist. Ort des Versuchs war die Insel Elugelab im Eniwetok-Atoll im damaligen Treuhandgebiet Pazifische Inseln. Die Insel wurde vollständig zerstört und ist nicht mehr vorhanden.

## Vorgeschichte
Der Gedanke, außer Kernspaltungs- auch Kernfusionsvorgänge als Energiequellen in Waffen einzusetzen, war von Physikern in den USA schon seit 1942 diskutiert worden.:S.xii Der Befehl zur Entwicklung der Wasserstoffbombe wurde von Präsident Truman im Januar 1950 erteilt, noch unter dem Eindruck des ersten sowjetischen Atomtests im August 1949.

“It is part of my responsibility as Commander in Chief of the Armed forces to see to it that our country is able to defend itself against any possible aggressor. Accordingly, I have directed the AEC to continue its work on all forms of atomic weapons, including the so-called hydrogen or Super bomb.”

„Es ist Teil meiner Verantwortung als Oberbefehlshaber der Streitkräfte, dafür zu sorgen, dass unser Land sich gegen jeden möglichen Aggressor verteidigen kann. Ich habe daher die Atomic Energy Commission angewiesen, die Arbeit an allen Arten von atomaren Waffen fortzusetzen, einschließlich der sogenannten Wasserstoff- oder Superbombe.“

Die Entwicklungsarbeiten erfolgten im Los Alamos Laboratory, teilweise mit theoretisch-physikalischer Unterstützung vom Project Matterhorn an der Princeton University.:S. 119ff Bei ersten Testexplosionen im Eniwetok-Atoll 1951 (siehe Operation Greenhouse) wurde bestätigt, dass das thermonukleare „Brennen“ nicht nur eine theoretische Vorstellung, sondern real erreichbar war.
Am 24. September 1951 testete die Sowjetunion ihre zweite Atombombe; in den Vereinigten Staaten wurde dies durch die Bekanntgabe des Weißen Hauses am 3. Oktober publik. Daraufhin sollte bis Ende 1952 eine erste amerikanische Wasserstoffbombe nach dem 1951 beschriebenen und als „Durchbruch“ betrachteten Teller-Ulam-Design hergestellt werden. Von mehreren möglichen Fusionsbrennstoffen wurde wegen seiner leichteren theoretischen Berechenbarkeit:S. 111 tiefkaltes, flüssiges Deuterium gewählt, obwohl dies besonderen technischen Aufwand erforderte. Alle Berechnungen zum Bau des Sprengsatzes mussten von Hand (durch Hilfskräfte mit mechanischen Tischrechnern) durchgeführt werden, denn der Digitalrechner MANIAC I des Los Alamos Laboratory war bis zum Frühjahr 1952 nicht einsatzbereit. Die Berechnungen für „Mike“ ließen eine Energiefreisetzung von 7 Megatonnen erwarten.:S. 177

## Der Sprengsatz

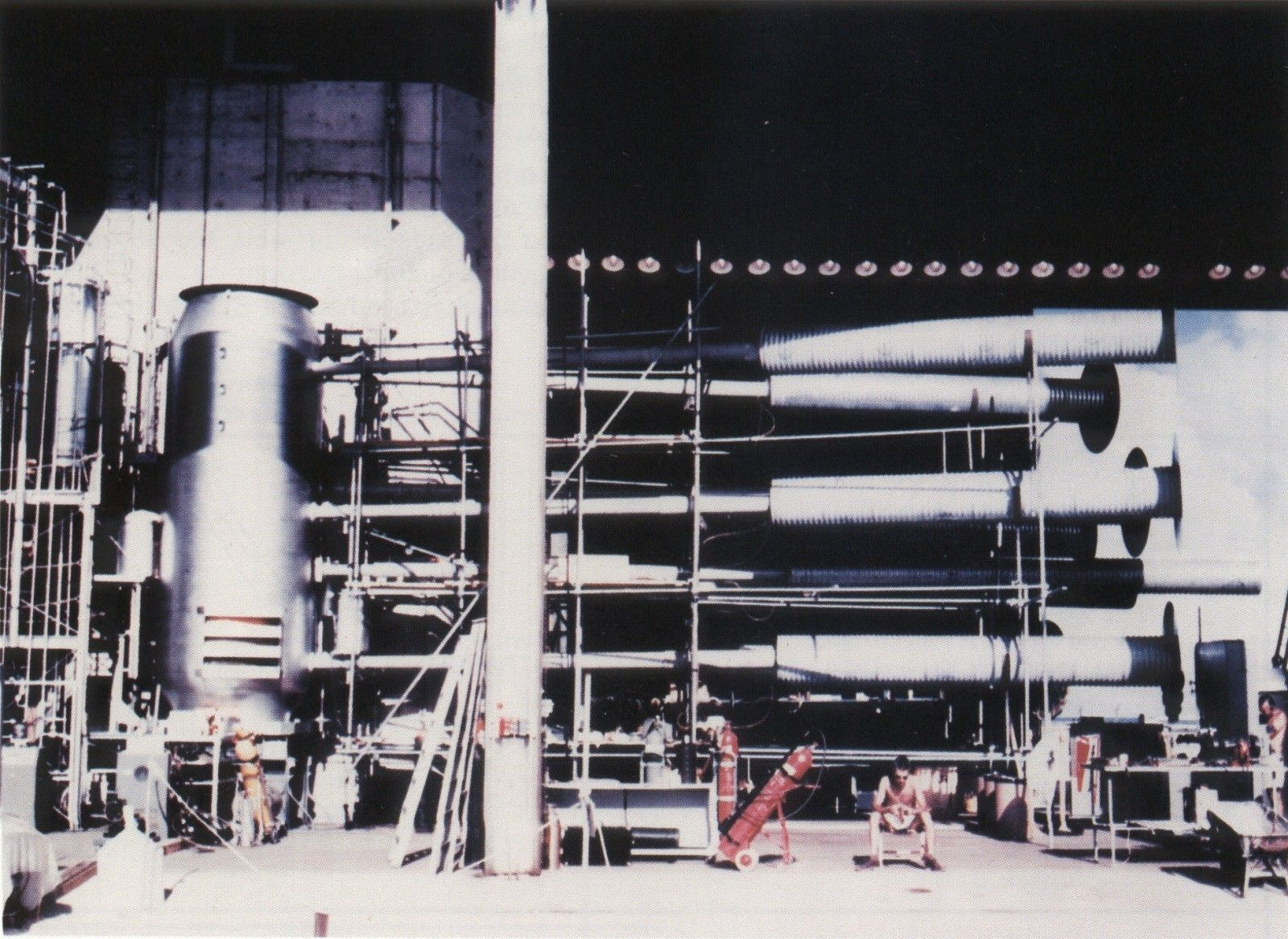
Die „Sausage“ (links im Bild, senkrecht)

Das Entwicklungsergebnis war eine komplexe, 62 Tonnen schwere Apparatur – noch längst keine im Ganzen transportable „Bombe“ – die dem Prinzip der dreistufigen Wasserstoffbombe entsprach.
Die doppelt isolierten Dewargefäße für Transport und Lagerung des flüssigen Deuteriums fassten 2000 Liter. Ihre Kühlanlage arbeitete mit flüssigem Helium. Sie waren auf LKW-Aufliegern montiert und stoßgedämpft gelagert. Ein eigener Dieselgenerator an jedem Auflieger versorgte die Technik mit Strom.
Der Sprengsatz, wegen seiner Form „Sausage“ (dt. Wurst) genannt, war 6,19 Meter hoch und maß 2,03 Meter im Durchmesser. Die zylindrische, oben und unten abgerundete Ummantelung aus 25 bis 30 Zentimeter dickem Schmiedestahl war innen mit Blei und Polystyrolschaum ausgekleidet. Im Inneren, oberhalb des doppelt isolierten zylindrischen Dewargefäßes mit dem Deuterium, befand sich eine TX-5-Atombombe mit 50 kT Sprengkraft zum Zünden der Kernfusion. Die Mittelachse des Deuteriumbehälters bildete eine „Zündkerze“ aus Plutonium-239, die in ihrem Inneren wiederum eine kleine Menge Deuterium-Tritium-Gemisch enthielt. Das Dewargefäß war umhüllt mit einem Mantel aus fünf Tonnen Natururan. An der Außenhülle des Ganzen waren sechs Rohre angeschweißt, durch die die Strahlungen der beginnenden Reaktion zu Messgeräten geführt werden konnten.

## Vorbereitungen

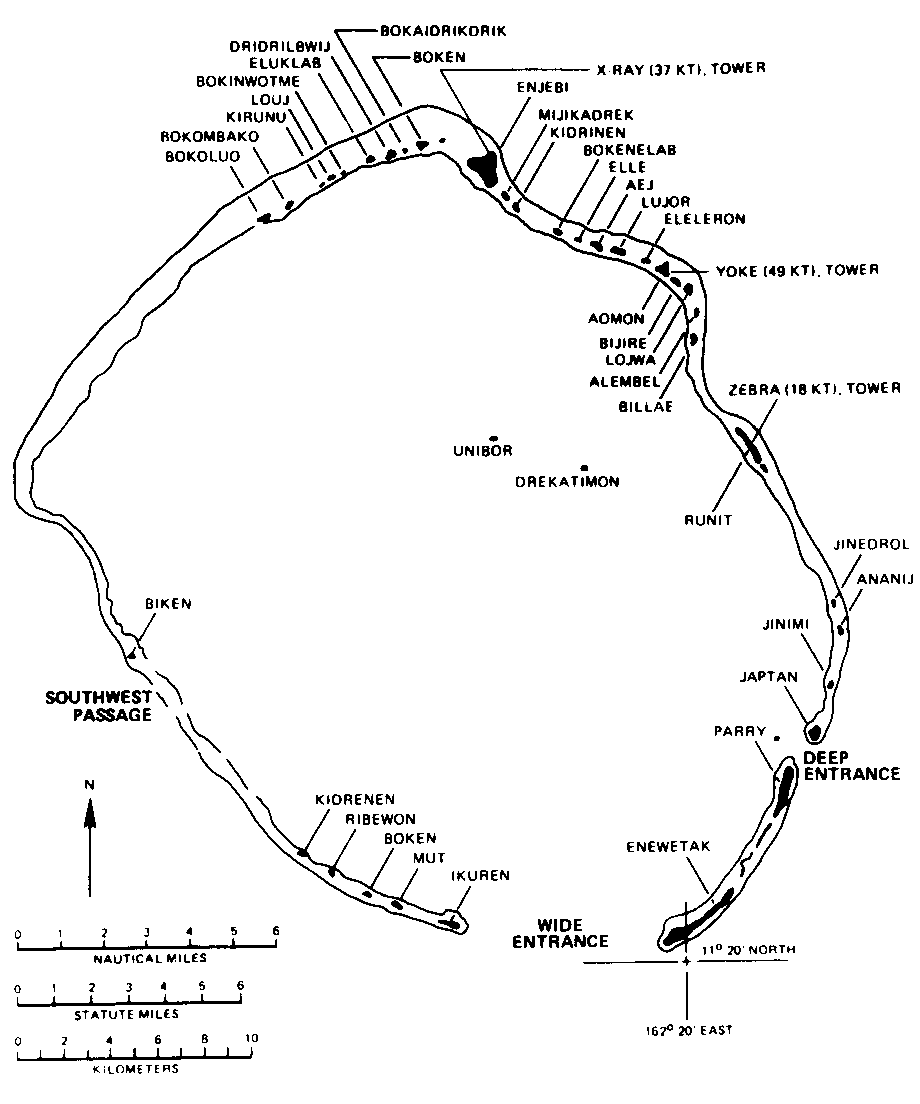
Karte des Eniwetok-Atolls

Als Ort des Tests war das Eniwetok-Atoll gewählt worden, auf dem schon 1948 während der Operation Sandstone und 1951 während der Operation Greenhouse amerikanische Nuklearwaffen getestet worden waren.
Die Joint Task Force 132, eine Sondereinheit aus Heeres-, Marine- und Luftwaffenoffizieren sowie zivilen Wissenschaftlern der United States Atomic Energy Commission, sorgte 1952 für den Ausbau der Stützpunkte auf den Inseln Eniwetok und Parry. Auf Parry wurde eine Anlage zur Produktion von flüssigem Wasserstoff und zur Destillation von Deuterium errichtet, die schon vorhandenen Anlagen zur Produktion flüssigen Stickstoffs wurden vergrößert. Die Produktion wurde von der Ohio State University geleitet.
Der Test selbst sollte auf Elugelab stattfinden, einer weniger als 1 Quadratkilometer großen Insel im Norden des Atolls, etwa 40 Kilometer von den Stützpunkten entfernt. Elugelab und drei Nachbarinseln wurden durch Dämme verbunden. Die Inseln selbst wurden von Vegetation befreit und eingeebnet. Auf Elugelab wurde eine sechs Stockwerke hohe Halle für den Sprengsatz gebaut, daneben ein 114 Meter hoher Gitterfunkmast, mit dem Messdaten der Bombe zu den Kontrollstellen übertragen werden sollten. In der direkten Umgebung des „shot cabs“, auf Flößen in der Lagune und auf 30 benachbarten Inseln wurden insgesamt 500 verschiedene Sensoren zur Druck- und Temperaturmessung installiert. Durch eine 2,4 auf 2,4 Meter große und 2,7 Kilometer lange quadratische Röhre aus Multiplex-Platten, in der sich heliumgefüllte Ballons befanden, sollte die Röntgen-, Gamma- und Neutronenstrahlung der beginnenden Reaktion zu einem Messbunker auf der Nachbarinsel Bogon geführt werden. Rund um den Sprengsatz wurden zudem verschiedene Metallteile an langen Ketten angebracht, um ihr Verhalten nach der zu erwartenden Bestrahlung mit Neutronen zu untersuchen.

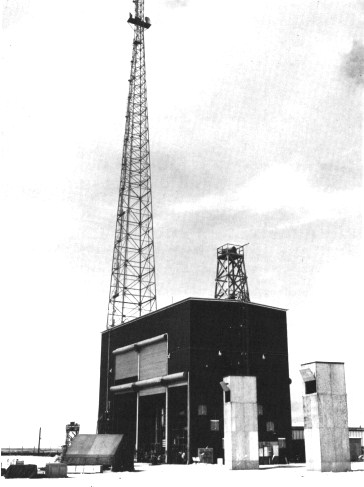
Testgebäude, im Hintergrund der Funkmast

Alle Einzelteile sowie die auf LKW-Anhänger montierten Dewargefäße wurden per Landungsboot durch die Lagune nach Elugelab befördert und in der „shot cab“ zusammengebaut. Die TX-5-Zündbombe wurde kurz vor dem Test noch modifiziert. Sie erhielt einen neuen Kern mit geringerem Plutoniumgehalt, um einer „Frühzündung“ und dem damit möglichen Scheitern des Tests vorzubeugen.:S. 175
In den letzten Oktobertagen wurde, nach der endgültigen Zustimmung des Präsidenten und des National Security Council, der Aufbau fertiggestellt. Nach Abschluss aller Funktionsprüfungen verließen die letzten Techniker Elugelab kurz nach Mitternacht am 1. November. Der Test wurde dann von dem Landungstruppen-Kommandoschiff USS Estes aus überwacht, das dazu auf einer Position etwa 15 Kilometer südlich des Atolls lag. Zum Testgebäude auf Elugelab gab es drei getrennte Funkverbindungen, die unter anderem ein Livefernsehbild der Überwachungsinstrumente zur Estes übertrugen. Von Stützpunkten auf den Nachbaratollen starteten Überwachungsflugzeuge, zumeist mit Foto- und Filmkameras ausgestattete B-29 und C-54. Eine B-36 und eine B-47 sollten die Auswirkung einer thermonuklearen Explosion auf ein Trägerflugzeug überprüfen. Einige F-84-Jagdflugzeuge sollten Luftproben aus der Pilzwolke und der Umgebung sammeln.

## Explosion

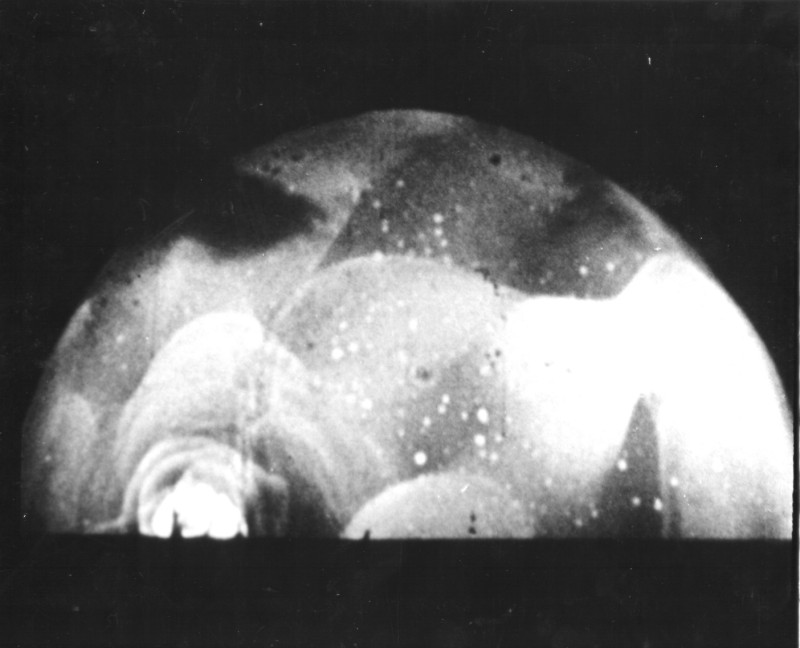
Feuerball der Explosion

Nach der Zündung des Sprengsatzes liefen die Kernspaltungs- und Fusionsreaktionen innerhalb weniger Nanosekunden ab. Der Feuerball der Explosion wuchs in wenigen Sekunden auf fast 5 Kilometer Durchmesser an (zum Vergleich: der Feuerball der Hiroshima-Bombe Little Boy hatte einen Durchmesser von 160 Metern). Im Feuerball bildeten sich unter anderem neue, bis dahin unentdeckte Elemente wie Einsteinium (Ordnungszahl 99) und Fermium (100).
Die Insel Elugelab und alles, was sich auf ihr befand, verschwand vollständig.
Die umliegenden Inseln wurden durch die Druckwellen bis in 10 Kilometer Entfernung leergefegt. Anstelle der Insel Elugelab klaffte ein Krater im Riff, über 3 Kilometer im Durchmesser und 60 Meter tief. Der Messbunker auf Bogon überstand die Explosion schwer beschädigt. Insgesamt wurden etwa 80 Millionen Tonnen Erdreich aufgeschleudert.

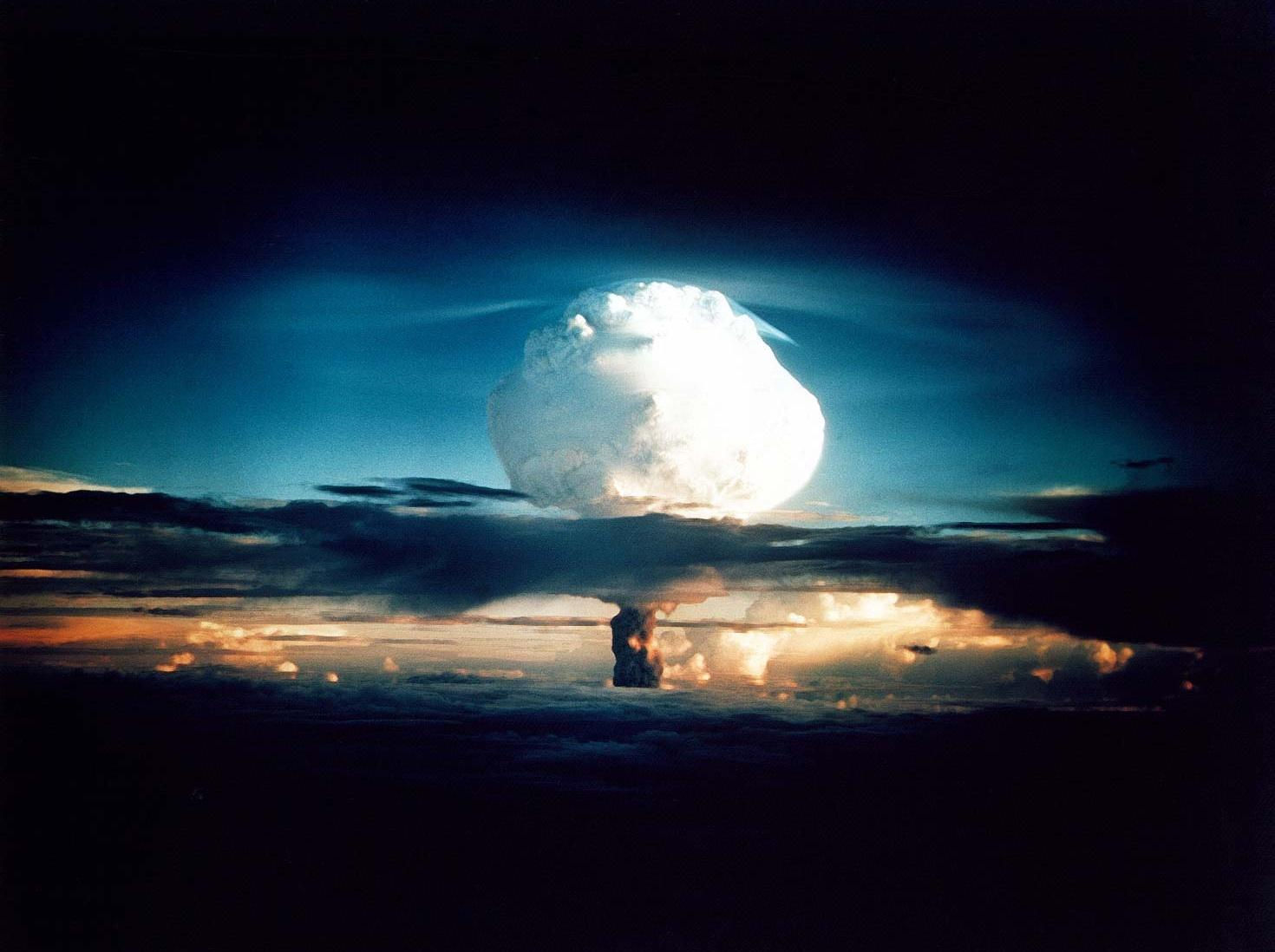
Pilzwolke

Die Pilzwolke der Explosion hatte nach 90 Sekunden eine Höhe von über 17 Kilometern; nach zweieinhalb Minuten, als die Schockwelle der Explosion die Flotte südlich des Atolls erreichte, war die Wolke bereits 30 Kilometer hoch. Ihre höchste Ausdehnung betrug über 43 Kilometer bei einem Durchmesser von 150 Kilometern.
Die kreisenden B-47- und B-36-Bomber maßen die Auswirkung der Druck- und Hitzewelle auf mögliche Trägerflugzeuge; kurz nach der Explosion flogen mehrere F-84 in die Pilzwolke, um Luftproben zu sammeln. Hierbei wurde eine sehr hohe Radioaktivität gemessen, weitaus höher, als von allen Wissenschaftlern erwartet worden war.
Edward Teller, der nicht zum Test nach Eniwetok gereist war, beobachtete die Auswirkungen der Explosion auf einem Seismometer im Keller eines geophysikalischen Instituts der Universität Berkeley:S. 82 Noch bevor die Wissenschaftler im Los Alamos Laboratory eine Erfolgsbestätigung über sichere Kanäle erhalten hatten, schickte Teller ihnen ein Telegramm mit den Worten „It’s a boy“ (englisch für „Es ist ein Junge“).

## Auswirkungen

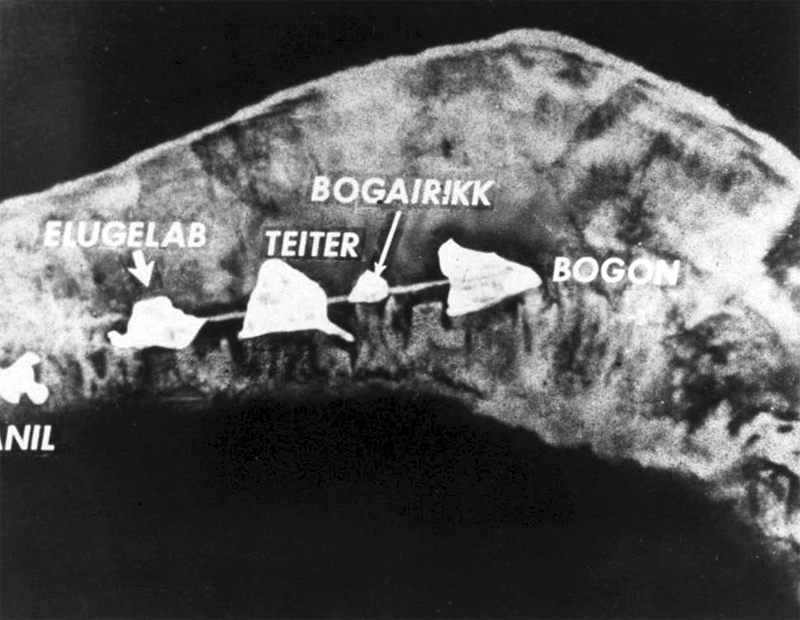
Die Inseln vor der Explosion
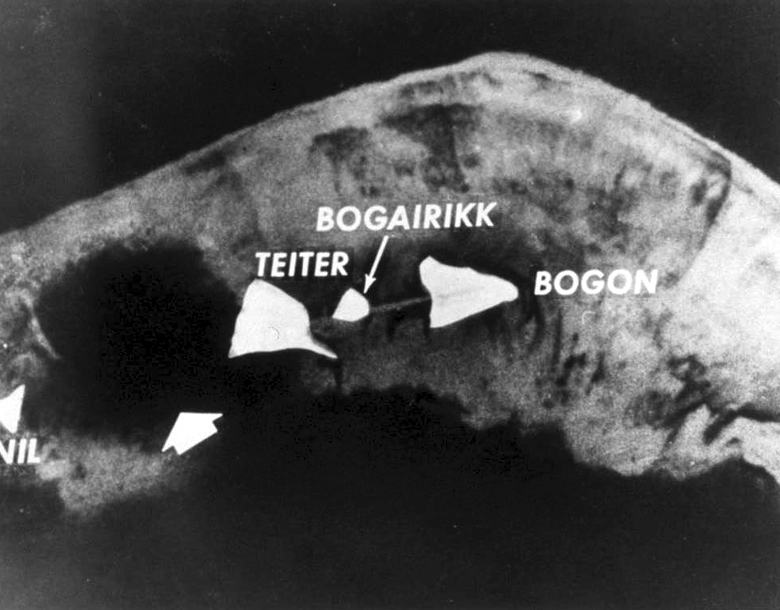
Die Inseln nach der Explosion

Mit einer aus den Messdaten ermittelten Sprengkraft von 10,4 Megatonnen TNT-Äquivalent war Mike wesentlich stärker als erwartet. 77 % der Sprengkraft (8 Megatonnen) stammten dabei aus der Spaltung des Uran-Mantels durch die schnellen Neutronen aus der Kernfusion.:S. 158 Der dadurch bedingte, sehr starke Fallout wurde durch günstige Winde zum großen Teil auf den offenen Ozean nordöstlich des Atolls hinausgetragen.
In der Umgebung der Explosionsstelle bis in über 20 Kilometer Entfernung fanden Untersuchungsteams Seevögel mit angesengten und verbrannten Federn. Viele Vögel zeigten Strahlenkrankheit. Nahezu alle Pflanzen und Bäume auf den Inseln waren auf der der Explosion zugewandten Seite durch die starke Hitze angesengt, auf den näher liegenden Inseln verbrannt.